# Ritratto di Ippolito de' Medici
Il Ritratto di Ippolito de' Medici è un dipinto a olio su tela (139x107 cm) di Tiziano, databile al 1532-1534 circa e conservato nella Galleria Palatina di Firenze.

## Storia
Ippolito de' Medici, figlio di Giuliano duca di Nemours e quindi nipote di papa Clemente VII, era stato nominato a diciott'anni cardinale, ma nel maturare si rivelò più incline alla guerra che agli affari di Chiesa. Ciò è evidente nel ritratto che si fece fare da Tiziano nel 1533, a Bologna, come riporta Vasari, o forse a Venezia, come testimonierebbe una fonte scoperta nel 2000, legata all'intermediazione di Paolo Giovio (Agosti).
Il protagonista vi appare infatti vestito all'ungherese, in ricordo delle sue imprese a Vienna, durante l'assedio ottomano, e durante la liberazione dell'Ungheria, al comando di quattromila moschettieri. Da Vasari si apprende inoltre che Ippolito si era fatto fare anche un secondo ritratto, più piccolo, in armatura, di cui non si hanno altre tracce.

## Descrizione e stile
Su uno sfondo scuro, gli straordinari accordi di rossi cupi, viola e amaranto, evidenziano il volto perfettamente illuminato, in cui l'espressione ha un che di sicuro e crudele, adatta a un giovane condottiero.
Con piglio guerresco egli infatti regge il bastone del comando, mentre la mano sinistra è poggiata sull'elsa della spada.
Il ritratto venne usato come modello per varie riproduzioni a stampa. Dal 1716 è registrato a Pitti, dove passò in varie sale prima di approdare a quella di Marte dove si trova tutt'oggi.